# Muscopteryx hinei
Muscopteryx hinei là một loài ruồi trong họ Tachinidae.